# Сельвен, Юханнес
Юханнес Даниэль Эрик Сельвен (швед. Johannes Daniel Erik Selvén; род. 26 июля 2003, Варберг, Халланд) — шведский футболист, полузащитник датского «Оденсе».

## Клубная карьера
Начал заниматься футболом в клубе «Гальтабек». С 2017 года стал привлекаться к тренировкам с основной командой, за которую дебютировал в 2018 году в матчах шестого шведского дивизиона. В 2019 году присоединился к юношеской команде «Гётеборга». В её составе в декабре 2021 года стал победителем юношеского чемпионата Швеции, обыграв в финале сверстников из «Хаммарбю». В начале января 2023 года подписал с клубом первый контракт, рассчитанный на один год. Дебютировал за клуб 20 января в матче группового этапа кубка Швеции против «Утсиктена», появившись на поле на 87-й минуте вместо Хуссейна Карнейля. В конце марта на правах аренды отправился в «Эргрюте», в составе которого провёл четыре матча в Суперэттане. В мае того же года арендное соглашение было прекращено и Сельвен вернулся в «Гётеборг».
15 июня 2023 года перешёл в датский «Оденсе», с которым заключил трёхлетний контракт. 30 июля в выездном матче с «Брондбю» дебютировал в чемпионате Дании, заменив на 62-й минуте Франко Тонгию.

## Клубная статистика
| Выступление      | Выступление      | Выступление      | Лига | Лига | Кубки | Кубки | Конт. кубки | Конт. кубки | Итого | Итого |
| Клуб             | Лига             | Сезон            | Игры | Голы | Игры  | Голы  | Игры        | Голы        | Игры  | Голы  |
| ---------------- | ---------------- | ---------------- | ---- | ---- | ----- | ----- | ----------- | ----------- | ----- | ----- |
| Гальтабек        | Дивизион 6       | 2018             | 16   | 4    | 0     | 0     | 0           | 0           | 16    | 4     |
| Гальтабек        | Дивизион 5       | 2019             | 6    | 0    | 0     | 0     | 0           | 0           | 6     | 0     |
| Гальтабек        | Итого            | Итого            | 22   | 4    | 0     | 0     | 0           | 0           | 22    | 4     |
| Гётеборг         | Алльсвенскан     | 2023             | 0    | 0    | 2     | 0     | 0           | 0           | 2     | 0     |
| Гётеборг         | Итого            | Итого            | 0    | 0    | 2     | 0     | 0           | 0           | 2     | 0     |
| → Эргрюте        | Суперэттан       | 2023             | 4    | 0    | 0     | 0     | 0           | 0           | 4     | 0     |
| → Эргрюте        | Итого            | Итого            | 4    | 0    | 0     | 0     | 0           | 0           | 4     | 0     |
| Оденсе           | Суперлига        | 2023/24          | 4    | 1    | 1     | 1     | 0           | 0           | 5     | 2     |
| Оденсе           | Итого            | Итого            | 4    | 1    | 1     | 1     | 0           | 0           | 5     | 2     |
| Всего за карьеру | Всего за карьеру | Всего за карьеру | 30   | 5    | 3     | 1     | 0           | 0           | 33    | 6     |